# 毅力·瓦爾恩
毅力·瓦爾恩（英語： OCSO；1974年5月10日—），為挪威籍嚴規熙篤會隱修士，於2020年10月3日晉牧及就任為天主教特隆赫姆自治監督區監督。

## 生平

### 早年生活
瓦爾恩於1975年5月10日生於挪威薩爾普斯堡，早年於英國大西洋書院接受教育，其後於劍橋大學抹大拉學院取得文學碩士學位，並於劍橋大學聖約翰學院取得文學博士學位及於宗座東方研究學院取得神學學位。

### 司鐸生涯
瓦爾恩於1993年6月領受入門聖事加入天主教，於2002年加入嚴規熙篤會位於英國萊斯特郡的聖伯爾納鐸山隱修院，他於2004年10月1日宣發暫願，並於2007年10月6日宣發終身聖願，其後於2011年7月16日領受司鐸聖秩。
瓦爾恩於2015年4月16日被選為聖伯爾納鐸山隱修院的第十一任院牧，他是該隱修院首位非英國籍的院牧。
瓦爾恩是一名隱修主義的學者，曾出版多本有關靈修和隱修主義的書籍，此外，他曾學習額我略聖詠，他亦曾於2011年4月23日在梵蒂岡聖伯多祿大殿內舉行的聖週六復活節守夜禮內獻唱逾越頌。

### 特隆赫姆自治監督區監督
2019年10月1日，教宗方濟各任命瓦爾恩為天主教特隆赫姆自治監督區的監督，他的晉牧和就職禮定於2020年1月4日舉行，但因為他獲批准度安息年以及2019冠狀病毒疫情而要推遲，他於2020年10月3日在尼達洛斯主教座堂正式晉牧及就任。

## 出版書籍
- Varden, Erik. . London: Bloomsbury Continuum. 2024. ISBN 9781399410403.
- Varden, Erik. . London: Bloomsbury Continuum. 2023. ISBN 9781399411394.
- Varden, Erik. . Oslo: St. Olav Forlag. 2023. ISBN 9788270244140.
- Varden, Erik. . London: Bloomsbury Continuum. 2022. ISBN 9781472979445.
- Varden, Erik. . London: Bloomsbury Continuum. 2018. ISBN 9781472953261.
  - German translation: Heimweh nach Herrlichkeit: Ein Trappist über die Fülle des Lebens (Freiburg: Herder, 2021)
  - Italian translation: La solitudine spezzata: Sulla memoria cristiana (Magnano: Edizioni Qiqajon, 2019)
  - Polish translation: Samotność przełamana (Poznań: W drodze, 2022)
- Varden, Erik. . Roma: Pontificio Ateneo S. Anselmo. 2011. ISBN 9783830674788.

## 外部連結
- 瓦爾恩主教個人網站 （页面存档备份，存于）